# غليون هندي
مونتروبا يونيفلورا أو الغليون الهندي (بالإنجليزية: Monotropa uniflora) أو نبات الشبح (بالإنجليزية: ghost plant) أو الأنبوب الهندي هو نبات عشبي معمر وكان يصنف قديماً من عائلة (بالإنجليزية: Monotropaceae)، لكن الآن يصنف من عائلة خلنجية (باللاتينية: Ericaceae)، موطنها الأصلي في المناطق المعتدلة في آسيا وأمريكا الشمالية وشمال أمريكا الجنوبية، وهو نبات نادر عموماً.
وخلافاً لأغلب النباتات فلونه أبيض ووردي بالكامل لأنه لا يحتوي على كلوروفيل؛ لذلك هذا النبات لا يعتمد على الشمس في توليد الطاقة، وهو يعتمد على التطفل لإنتاج الطاقة، ويتطفل تحديداً على الفطريات التي تعيش عند جذور الأشجار (جذريات فطرية) وتسمى هذه العلاقة فطر غيري التغذية، لذلك يمكن أن ينمو في المناطق المظلمة والغابات الكثيفة. وكثيراً ما يلاحظ وجوده بالقرب من شجر الزان، ومن الصعب انتشار نبات الشبح بسبب العلاقة المعقدة التي تسمح لهذا النبات بالنمو.
يكون نبات مونتروبا يونيفلورا أبيض بالكامل مع لون وردي باهت أحيانا مع بقع سوداء على بتلاتها، ونادرا ما يحتوي لون أحمر داكن.
طول النبات بين (10-30 سم)، وطول الأوراق (5-10 مم)، وتحمل الساق زهرة واحدة فقط طولوها (10-15 مم) وعدد البتلات تتراوح من(3-8).
وأثبتت دراسات أن نبات الشبح يرتبط أحياناً مع نوع من الفطر هو روسولية .

## معرض الصور
- M. uniflora
- Montropa uniflora نمو الساق.
- Montropa uniflora جزء الزهرة.
- عشرة متكات كل واحدة منقسمة لنصفين.
- M. uniflora النوع الأحمر النادر.
- شكل رائع للأوراق.
- مونتروبا يونيفلورا في جزيرة كامانو في واشنطن.